# Leuchtturm Kronstadt
Der Leuchtturm Kronstadt (russisch Маяк Кронштадский Majak Kronschtadski, auch „Leuchtturm Lomonossow-Kanal“) steht an der Südspitze der Insel Kotlin, Kronstadt, jetzt Bezirk von Sankt Petersburg, Russland. Er wurde 1915 als oberes (hinteres) Richtfeuer aus Beton errichtet. Unterfeuer der Richtfeuerstrecke war bis 2009 der 1,4 sm (2,6 km) entfernte Leuchtturm Fort Kronschlot.
Der Betonturm ist grau, achteckig und die Laterne ist rot lackiert. Seit 2009 ist es ein direktionales Licht, das Schiffe leitet, die vom 3 km entfernten Hafen Lomonossow kommen. Das Bauwerk liegt in der Nähe des östlichen Endes des Seehafens von Kronstadt. Standort und Turm sind nicht zugänglich, da er auf dem Gelände der Marinewerft steht.